# Distrikt Chuquibambilla
Der Distrikt Chuquibambilla liegt in der Provinz Grau in der Region Apurímac im zentralen Süden von Peru. 

## Geschichte
Der Distrikt wurde am 21. Juni 1825 gegründet. 

## Geografie
Der Distrikt Chuquibambilla liegt im Andenhochland im Nordwesten der Provinz Grau und umfasst eine Fläche von 425 km². Der Río Chuquibambilla, ein linker Nebenfluss des Río Vilcabamba, entwässert das Areal nach Nordosten. Beim Zensus 2017 wurden 5314 Einwohner gezählt, 1993 lag die Einwohnerzahl bei 6461, im Jahr 2007 bei 5490.
Der Distrikt Chuquibambilla grenzt im Südwesten an die Distrikte Sabaino und Pachaconas (beide in der Provinz Antabamba), im Nordwesten an die Distrikte Circa und Lambrama (beide in der Provinz Abancay), im Nordosten an den Distrikt Curpahuasi, im Osten an die Distrikte Vilcabamba und Santa Rosa sowie im Südosten und Süden an den Distrikt Pataypampa.

## Verwaltung
Die Distriktverwaltung befindet sich in der 3320 m hoch gelegenen Provinzhauptstadt Chuquibambilla mit 3191 Einwohnern (Stand 2017). Diese Kleinstadt ist auch der Sitz der Territorialprälatur Chuquibambilla.

## Verkehr
Durch den Distrikt führt die Bahnstrecke Cusco–Puno. Die Provinzhauptstadt Chuquibambilla hat einen Bahnhof an der Strecke. Allerdings ist der öffentliche Personenverkehr eingestellt.